# Agnes Tuckey
Agnes Tuckey (née le 8 juillet 1877 à Marylebone, Middlesex, Angleterre et décédée le 13 mai 1972 à Winchester, Hampshire, Angleterre) est une joueuse de tennis britannique du début du XXe siècle.
Elle a notamment remporté Wimbledon en 1913 en double mixte aux côtés de Hope Crisp. Elle est la mère de Raymond Tuckey et de Kay Maule, également champions de tennis.

## Palmarès (partiel)

### Titre en double mixte
| No | Date       | Nom et lieu du tournoi      | Catégorie | Surface      | Partenaire | Finalistes                               | Score         |  |
| -- | ---------- | --------------------------- | --------- | ------------ | ---------- | ---------------------------------------- | ------------- |  |
| 1  | 23/06/1913 | The Championships Wimbledon | G. Chelem | Gazon (ext.) | Hope Crisp | Ethel Thomson Larcombe James Cecil Parke | 3-6, 5-3, ab. |  |

## Parcours en Grand Chelem (partiel)
Si l’expression « Grand Chelem » désigne classiquement les quatre tournois les plus importants de l’histoire du tennis, elle n'est utilisée pour la première fois qu'en 1933, et n'acquiert la plénitude de son sens que peu à peu à partir des années 1950.

### En simple dames
| Année | Championnat d'Australasie Championnat d'Australie | Championnat d'Australasie Championnat d'Australie | Championnat de France Internationaux de France | Championnat de France Internationaux de France | Wimbledon       | Wimbledon      | US National | US National |
| ----- | ------------------------------------------------- | ------------------------------------------------- | ---------------------------------------------- | ---------------------------------------------- | --------------- | -------------- | ----------- | ----------- |
| 1924  | -                                                 | -                                                 | -                                              | -                                              | 1er tour (1/32) | K. Lidderdale  | -           | -           |
| 1925  | -                                                 | -                                                 | -                                              | -                                              | 3e tour (1/8)   | Esna Boyd      | -           | -           |
| 1927  | -                                                 | -                                                 | -                                              | -                                              | 1er tour (1/64) | Eileen Bennett | -           | -           |
| 1928  | -                                                 | -                                                 | -                                              | -                                              | 2e tour (1/32)  | Jessie Russell | -           | -           |

À droite du résultat, l’ultime adversaire.

### En double dames
| Année | Championnat d'Australie | Championnat d'Australie | Internationaux de France | Internationaux de France | Wimbledon                  | Wimbledon                  | US National | US National |
| ----- | ----------------------- | ----------------------- | ------------------------ | ------------------------ | -------------------------- | -------------------------- | ----------- | ----------- |
| 1928  | -                       | -                       | -                        | -                        | 3e tour (1/8) Chamberlain  | P. Howkins D. Shepherd     | -           | -           |
| 1929  | -                       | -                       | -                        | -                        | 2e tour (1/16) W. Beamish  | P. Howkins D. Shepherd     | -           | -           |
| 1930  | -                       | -                       | -                        | -                        | 2e tour (1/16) W. Beamish  | Effie Hemmant Reid-Thomas  | -           | -           |
| 1931  | -                       | -                       | -                        | -                        | 2e tour (1/16) Goldschmidt | Kitty McKane Dorothy Round | -           | -           |
| 1932  | -                       | -                       | -                        | -                        | 2e tour (1/16) C. Hardie   | E. Ryan Helen Jacobs       | -           | -           |

Sous le résultat, la partenaire ; à droite, l’ultime équipe adverse.

### En double mixte
| Année | - | - | Championnat de France | Championnat de France | Wimbledon           | Wimbledon                 | US National | US National |
| 1913  | - | - | -                     | -                     | Victoire Hope Crisp | Ethel Thomson James Cecil | -           | -           |

Sous le résultat, le partenaire ; à droite, l’ultime équipe adverse.